# Jojó de Olivença
Jocélio de Jesus, ou Jojó de Olivença (Ipiaú, 20 de julho de 1967)) é um surfista brasileiro, bicampeão brasileiro neste esporte pela ABRASP. Seu nome deriva da praia de Olivença, ao sul de Ilhéus, onde começou a praticar o surfe.
Jojó encerrou sua carreira em 2008, competindo na categoria Grand Masters e dirige a ONG Projeto Ondas, Surf & Cidadania, criada por ele no Guarujá, no estado de São Paulo, e voltada para o atendimento de crianças menos favorecidas.

## Títulos
- Bicampeão brasileiro de surfe 1988 e 1992
- Top 16 do mundo
- Estreante do ano
- Campeão paulista profissional
- Campeão baiano